# خوسيه ليزاما ليما
خوسيه ليزاما ليما(19 ديسمبر 1910 - 9 أغسطس 1976) كاتبًا وشاعرًا كوبيًا يُعتبر أحد أكثر الشخصيات تأثيراً في الأدب الأمريكي اللاتيني.

## السيرة الذاتية
ولد ليزاما في معسكر كولومبيا العسكري بالقرب من هافانا وكان والده عقيدًا، وعايش بعض الأوقات الأكثر اضطراباً في تاريخ كوبا، محاربًا ضد دكتاتورية ماتشادو. يتضمن إنتاجه الأدبي رواية «باراديسو» (شبه الباروكية) شبه السيرة الذاتية (الباروكية) (1966)، قصة شاب وصراعه مع مرضه الغامض، وفاة والده، وشغفه النامي وحساسيته الشعرية. كما قام ليزاما ليما بتحرير العديد من المختارات من الشعر الكوبي والمجلات، وكان رئيسًا لرسالة الأب الكوبيين لمعظم سنواته الأخيرة.
على الرغم من أنه غادر كوبا مرتين فقط في (رحلات إلى المكسيك في عام 1949 و1950)، فإن قصائد ليزاما ومقالاته ترسمان الصور والأفكار من جميع ثقافات العالم تقريبًا ومن جميع الفترات الزمنية التاريخية. أول عمل تم نشره ليزاما، وهو قصيدة طويلة أطلق عليها «مويرتي دي نارسيسو»، عندما كان في السابعة والعشرين، جلبت له شهرة وطنية وأرسى أسلوبه الجيد والموضوع الكلاسيكي.
بالإضافة إلى قصائده والروايات، وكتب العديد من المقالات عن شخصيات من الأدب العالمي مثل ستيفان مالارميه، فاليري، غونغورا ورامبو وكذلك على الجماليات الباروك أمريكا اللاتينية.
توفي ليزاما ليما في عام 1976 عن عمر يناهز 65 عاما ودفن في مقبرة كولون، هافانا.

## روابط خارجية
- خوسيه ليزاما ليما على موقع الموسوعة البريطانية (الإنجليزية)

José Lezama Lima Digital Collection نسخة محفوظة 15 ديسمبر 2018 على موقع واي باك مشين. at the Cuban Heritage Collection